# Демарсе, Эжен Анатоль
Эже́н Демарсе́ (фр. Eugène-Anatole Demarçay; 1 января 1852, Париж, Франция — 5 марта 1903, Париж, Франция) — французский химик, открывший редкоземельный элемент европий.

## Биография
В 1874 году окончил Политехническую школу в Париже. После получения диплома работал там же. Был коллегой и другом супругов Кюри.
Подробности биографии Эжена Демарсе известны плохо, в частности, существуют споры по поводу даты его смерти. В некоторых источниках указывается, что он скончался в декабре 1904 года, в других — в 1903. Джеймс и Вирджиния Маршалл утверждают, что проведённое ими расследование однозначно указывает на то, что Эжен Демарсе скончался 5 марта 1903 года в Париже.

## Научная деятельность
Основные работы посвящены органической и неорганической химии. Был специалистом в спектроскопии.
В 1870-х годах проводил исследования эссенций и эфиров ненасыщенных кислот.
Позднее в 1880-х годах изучал летучесть металлов при низких давлениях и температурах. В процессе этих работ Э. Демарсе предложил конструкцию высокоэффективного аппарата, предназначенного для создания низких температур. Аппарат работал на принципе охлаждения расширяющегося газа.
В 1890 году усовершенствовал метод разделения редкоземельных металлов, что позволило ему выделить ряд новых элементов, в частности так называемую «самариевую землю» (в 1896). Позднее в 1901 году после подробного спектроскопического анализа доказал, что этот элемент является европием.
Привёл одно из доказательств наличия нового элемента радия в урановых отходах — путём проведения спектроскопического анализа показал присутствие в них новой линии.